# Frostburg (Maryland)
Frostburg è un comune degli Stati Uniti d'America, nella contea di Allegany nello Stato del Maryland.